# بریگیته مایر
بریگیته مایر (انگلیسی: Brigitte Maier؛ زادهٔ ۷ اوت ۱۹۵۲) یک بازیگر پورنوگرافی اهل ایالات متحده آمریکا است. از فیلم‌های او می‌توان به ژوستین و ژولیت اشاره کرد.